# Centre commercial de Tripla
Le centre commercial de Tripla (anglais : Mall of Tripla) est un centre commercial situé dans le quartier de Pasila à Helsinki en Finlande.

## Le complexe Tripla
En 2021, le complexe Tripla, comprendra le centre commercial, la nouvelle gare de Pasila, 50 000 mètres carrés d'espaces de bureaux, un hôtel Sokos de 400 chambres, et des immeubles résidentiels pour 1 000 habitants.
Parmi les entreprises transférant leur siège social au complexe Tripla, on peut citer Telia Finland, St1 et HOK-Elanto.

## Le centre commercial de Tripla
Le centre commercial a ouvert le 17 octobre 2019.
Le jour de l'ouverture, 143 000 personnes ont visité Tripla.
Le centre Tripla met en location 250 locaux commerciaux et dispose d’une surface totale de vente au détail de 85 000 mètres carrés.
Le coût du complexe Tripla est d'environ 1,1 milliard d'euros.
L'Union européenne a alloué 130 millions d'euros à Tripla en raison de l'importance accordée à l'impact environnemental lors de la conception du complexe.
En 2018, le Centre commercial de Tripla a remporté les Tekla BIM awards.

## Galerie

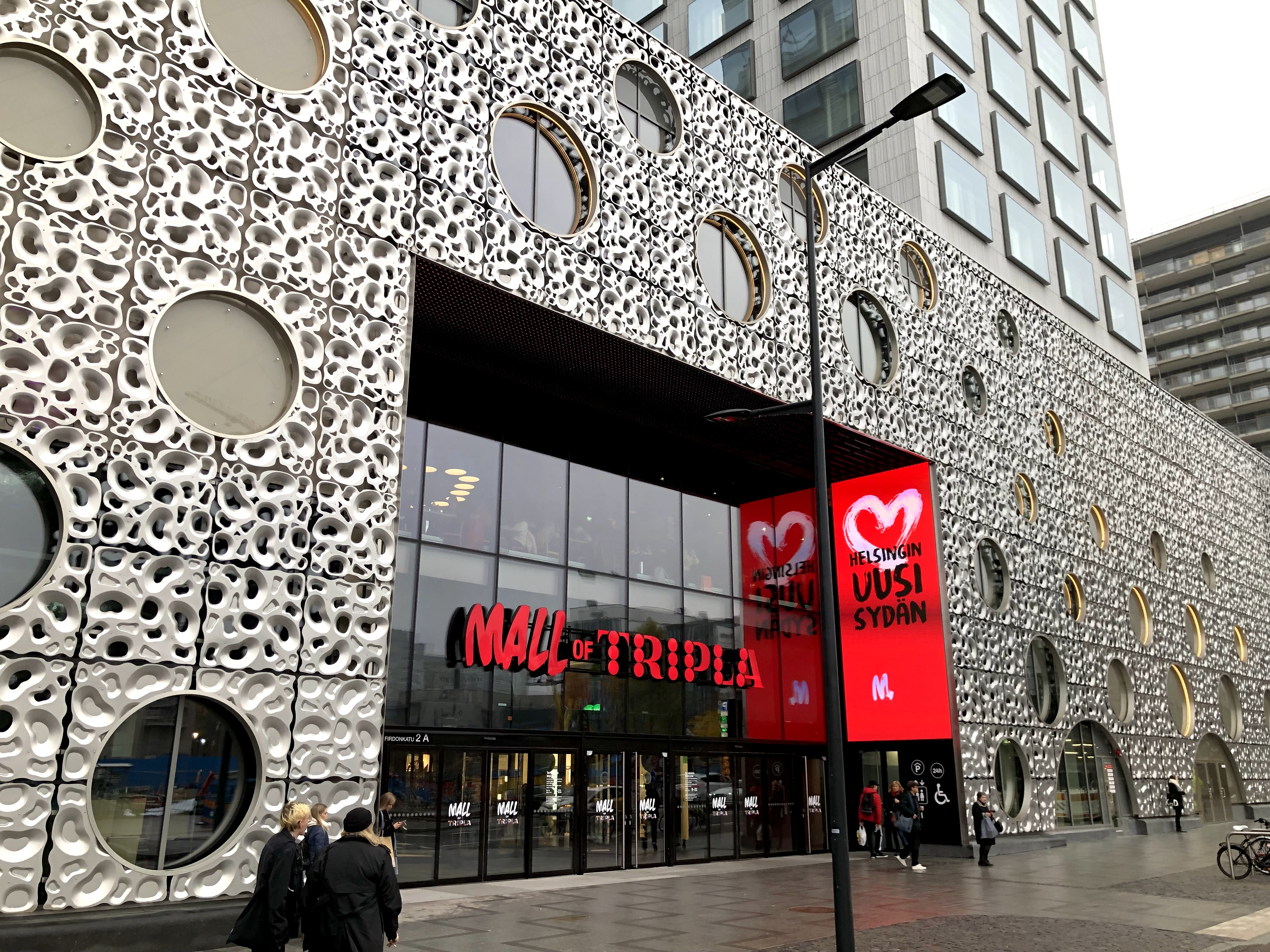
L'entrée du centre.
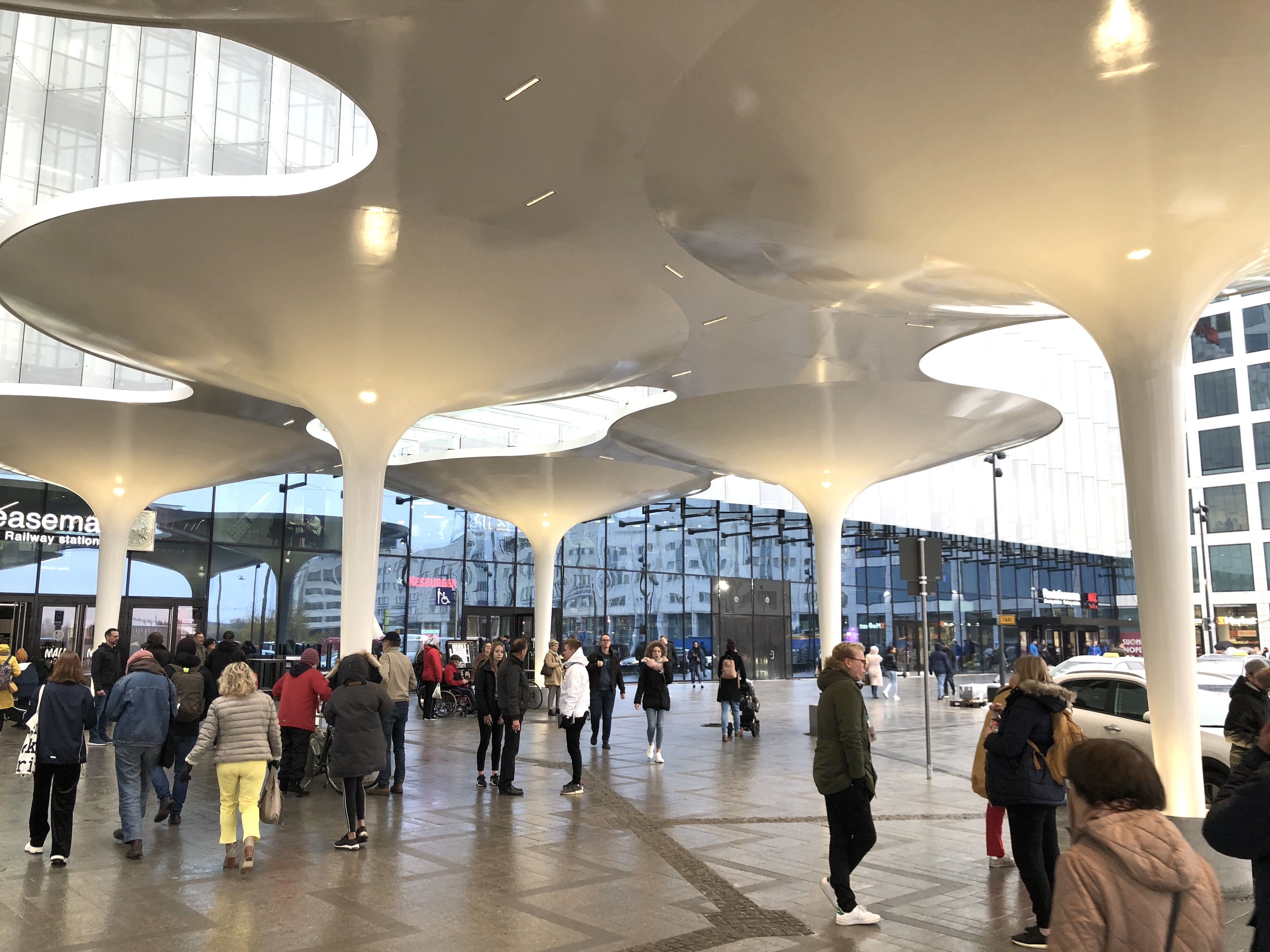
Entrée de Tripla côté pont Pasilansilta.
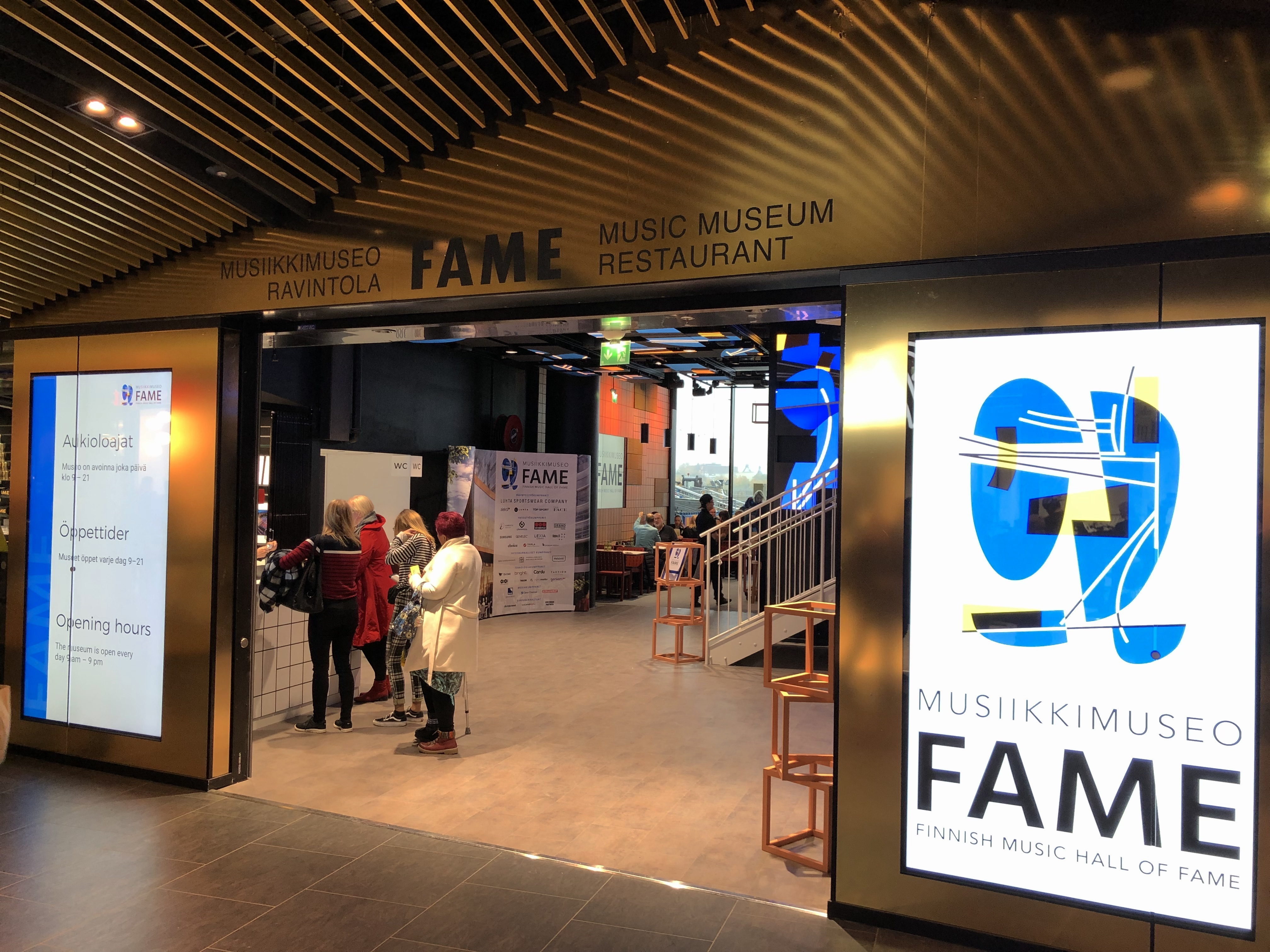
Le musée de la musique Fame.
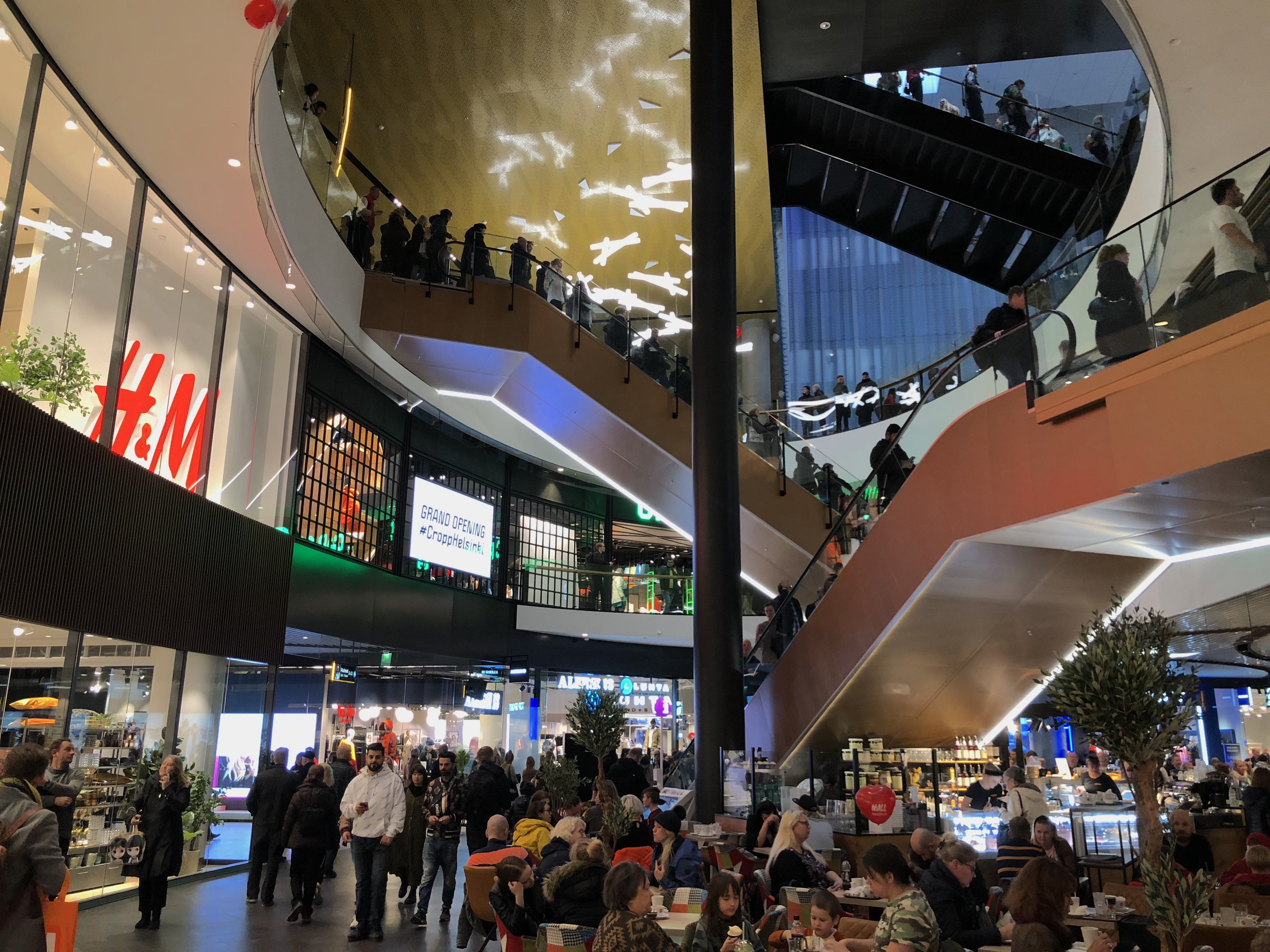
Vue du centre.

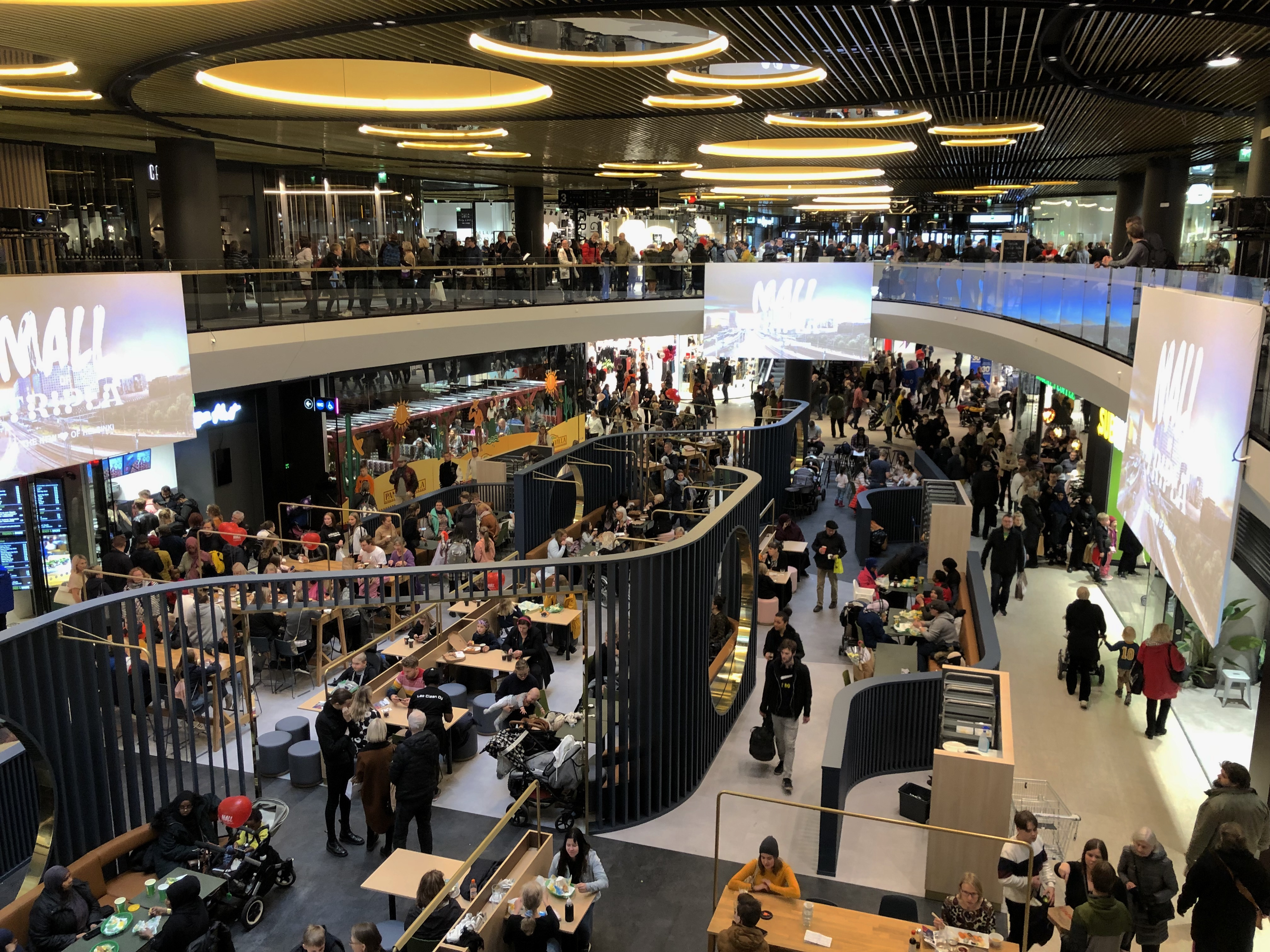
Restaurants.
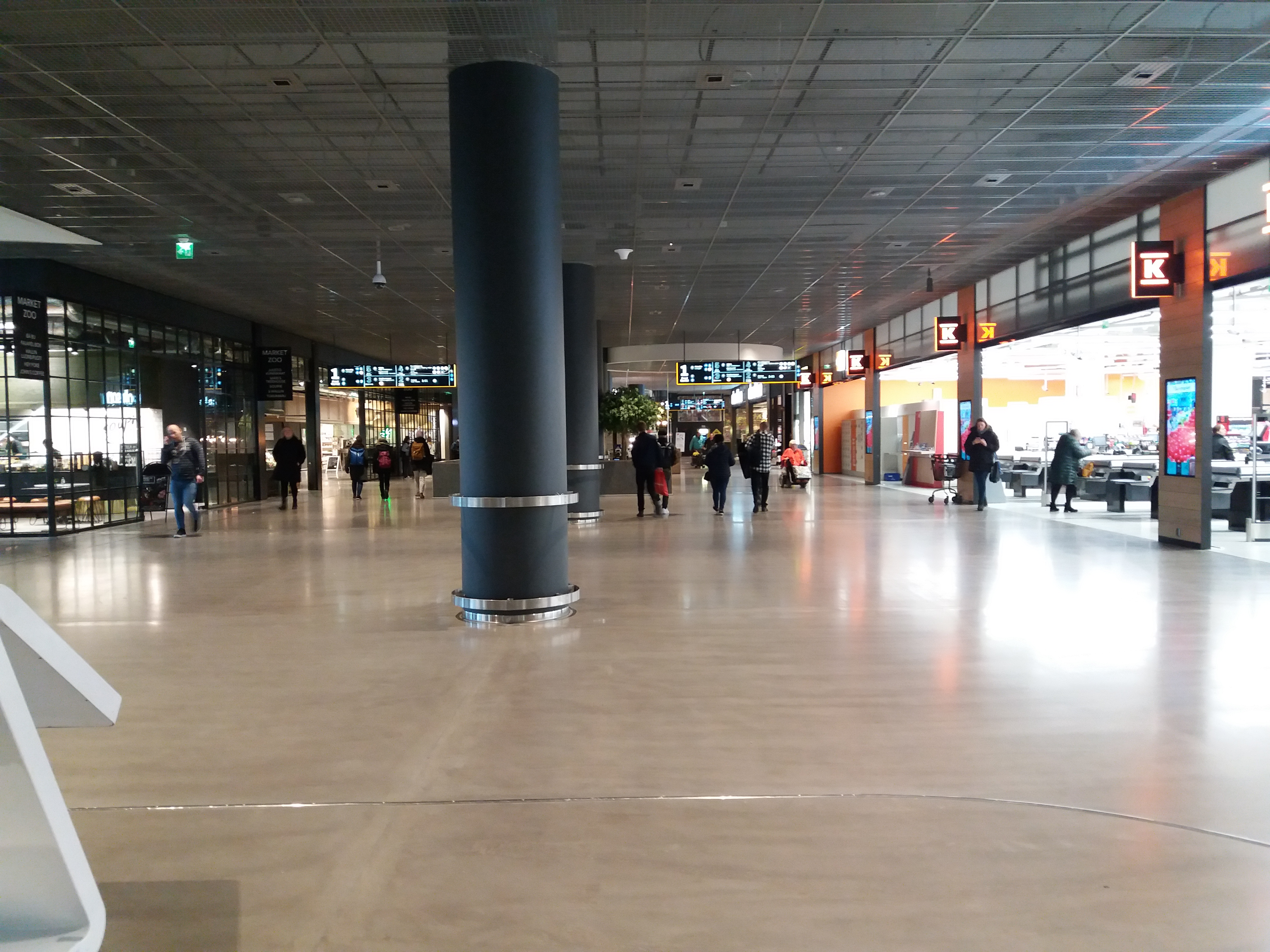
Le rez de chaussée.
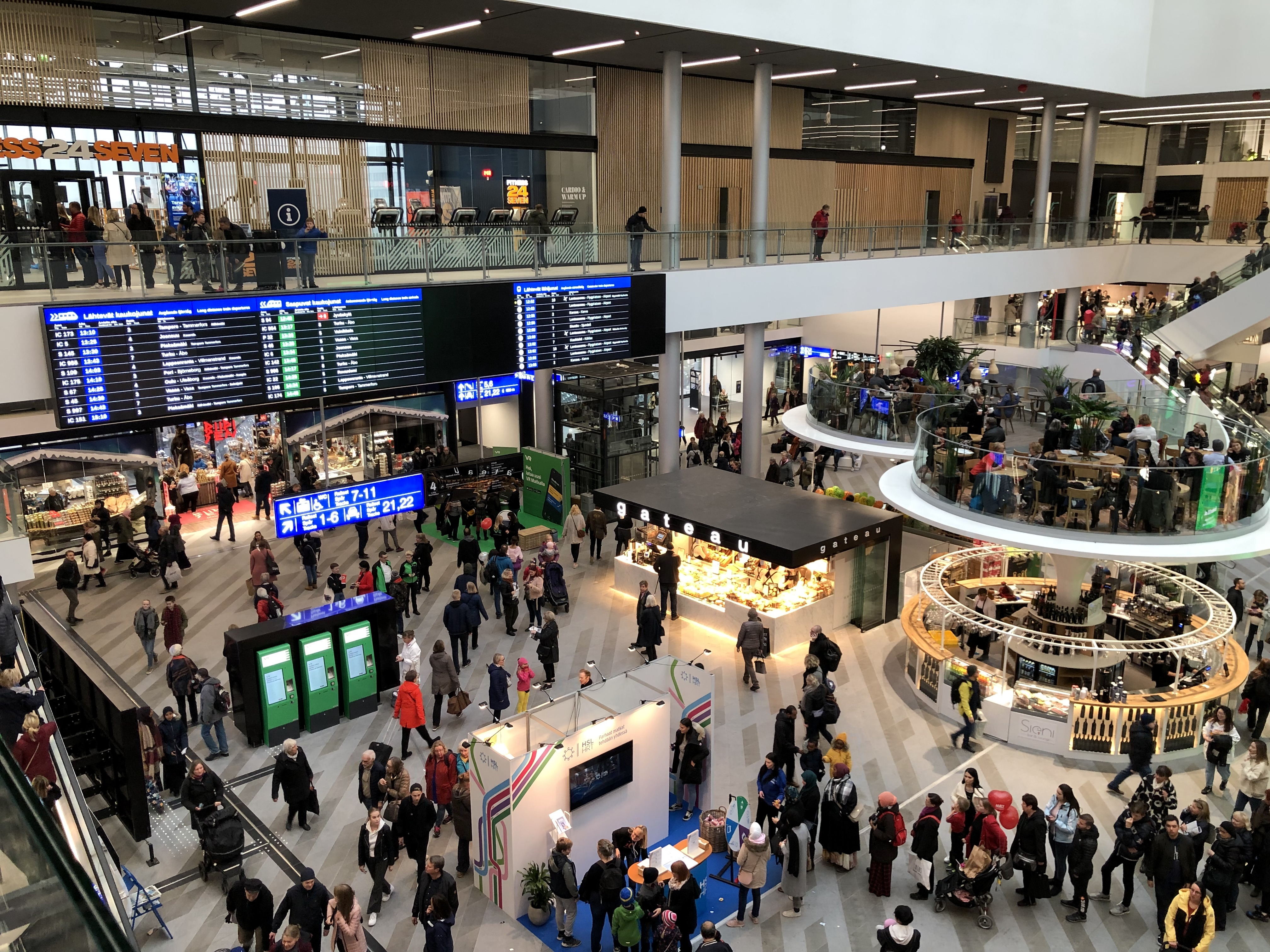
La gare de Pasila dans le centre de Tripla.
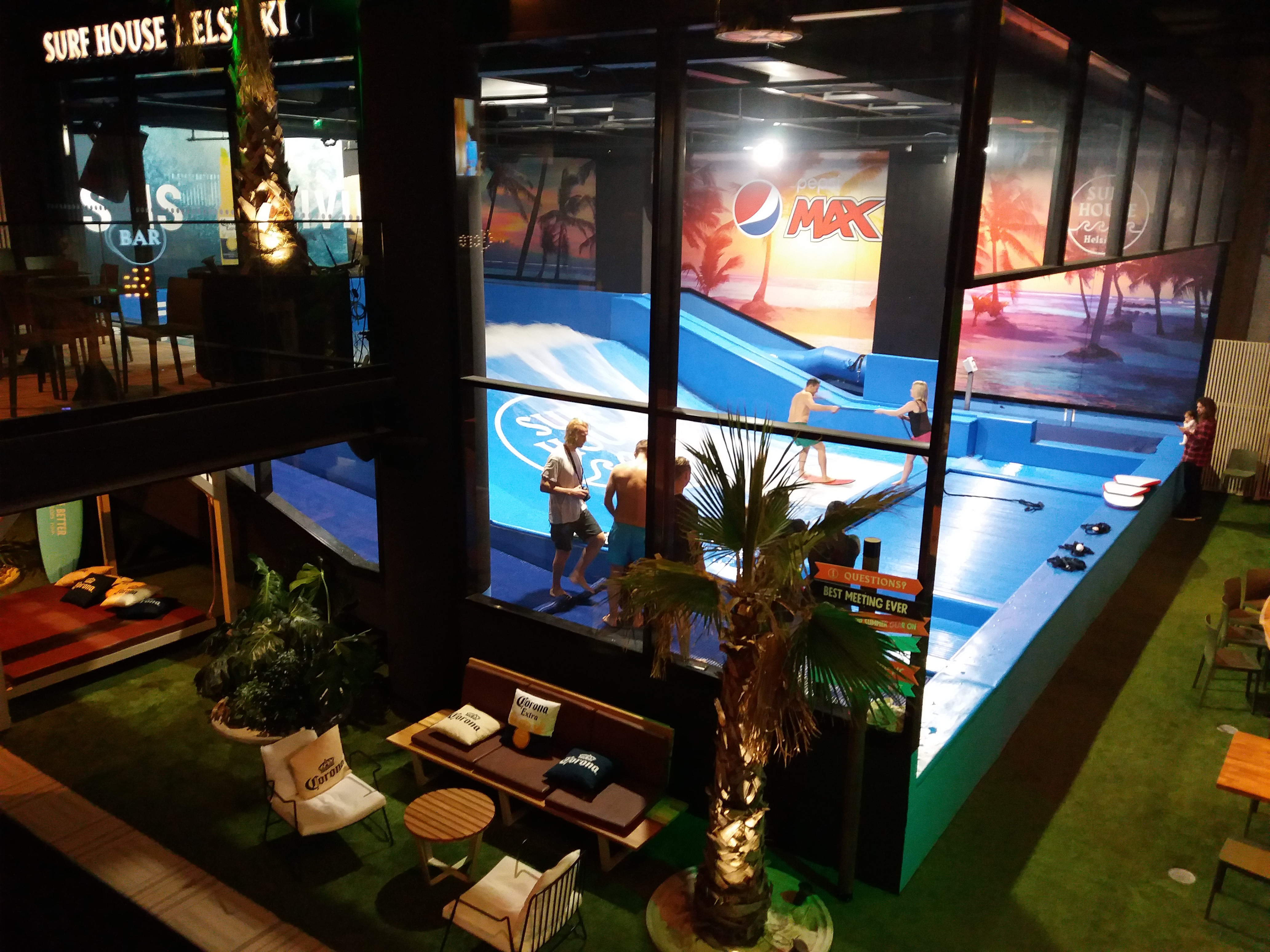
L'espace de détente Down Under.